# Serbisch-montenegrinische Fußballnationalmannschaft/Weltmeisterschaften
Der Artikel beinhaltet eine ausführliche Darstellung der serbisch-montenegrinischen Fußballnationalmannschaft, die nach den Jugoslawienkriegen und der Unabhängigkeit der meisten Teilrepubliken die Nachfolge der jugoslawischen Fußballnationalmannschaft antrat, die zuvor für das Königreich Jugoslawien, die Föderative Volksrepublik Jugoslawien und die Sozialistische Föderative Republik Jugoslawien bei Fußball-Weltmeisterschaften angetreten war. Sie nahm als „Bundesrepublik Jugoslawien“ sowie „Serbien & Montenegro“ zweimal an Weltmeisterschafts-Endrunden teil. Die Erfolge der jugoslawischen Mannschaft wurden daher von der FIFA zunächst der Bundesrepublik Jugoslawien und dann Serbien und Montenegro zugerechnet. Nachdem sich auch Montenegro von Serbien abspaltete, wurde die serbische Fußballnationalmannschaft ihr Nachfolger. Sie nahm erstmals 2010 teil und die Erfolge der jugoslawischen und serbisch-montenegrinischen Fußballnationalmannschaft werden nun Serbien zugerechnet.

## Überblick

### Teilnahme an Fußball-Weltmeisterschaften (2-mal)
| Jahr | Gastgeberland  | Teilnahme bis …                       | Letzte(r) Gegner                         | Ergebnis | Trainer          | Bemerkungen und Besonderheiten |
| ---- | -------------- | ------------------------------------- | ---------------------------------------- | -------- | ---------------- | --- |
| 1994 | USA            | suspendiert                           | –                                        | –        |                  | |
| 1998 | Frankreich     | Achtelfinale (als BR Jugoslawien)     | Niederlande                              | 10.      | Slobodan Santrač | |
| 2002 | Südkorea/Japan | nicht qualifiziert                    | –                                        | –        |                  | In der Qualifikation an Russland und Slowenien gescheitert. |
| 2006 | Deutschland    | Vorrunde (als Serbien und Montenegro) | Niederlande, Argentinien, Elfenbeinküste | 32.      | Ilija Petković   | In der Qualifikation setzte sich die Mannschaft u. a. gegen Bosnien-Herzegowina durch, das 0:6 im 2. Gruppenspiel gegen Argentinien ist die höchste Niederlage. |

Statistik (Angaben inkl. 2022: 22 Weltmeisterschaften; Prozentangaben sind gerundet)

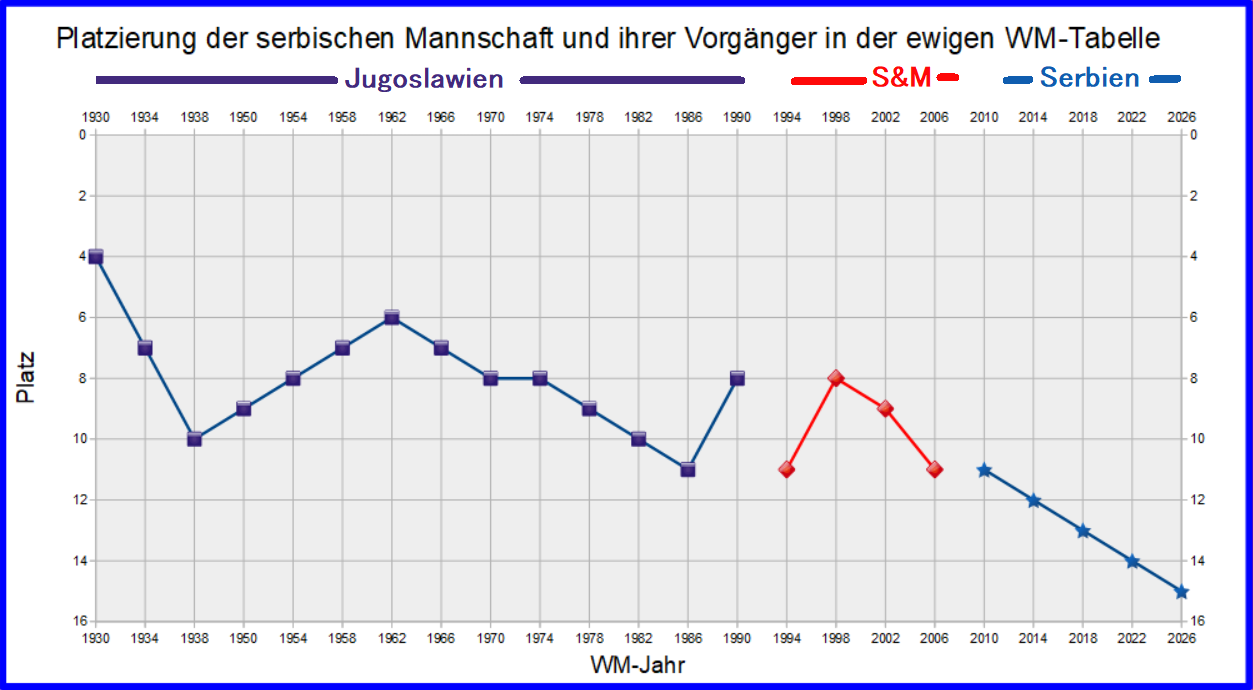
Platzierung der jugoslawischen, serbisch-montenegrinischen und serbischen Mannschaft in der ewigen WM-Tabelle

- Nicht teilgenommen, da nicht zugelassen: 1 × (4,5 %; 1994)
- Nicht (mehr) existent: 18 × (82 %; 1930 bis 1990 – Teilnahme als Jugoslawien – und seit 2010 – Teilnahme als Serbien)
- Nicht qualifiziert: 1 × (4,5 %; 2002)
- Sportliche Qualifikation: 2 × (9 % bzw. bei 67 % der Versuche)
- Vorrunde: 1 × (4,5 %; 2006)
- Achtelfinale: 1 × (4,5 %; 1998)

#### 1994 in den Vereinigten Staaten
Für die Qualifikation zur WM in den USA hatte Jugoslawien noch gemeldet und war in eine Gruppe mit Griechenland, Russland, Island, Ungarn und Luxemburg gelost worden. Aufgrund der Jugoslawienkriege wurden aber UN-Sanktionen gegen Jugoslawien verhängt und die Mannschaft suspendiert.

#### 1998 in Frankreich
Zur Qualifikation für die zweite WM in Frankreich wurde die nun nur noch aus Serbien und Montenegro bestehende Bundesrepublik Jugoslawien wieder zugelassen und konnte sich auch qualifizieren. Dabei traf sie auf Spanien, Tschechien, die Slowakei, die Färöer und Malta. Am 24. April 1996 traf die Bundesrepublik Jugoslawien in ihrem ersten WM-Qualifikationsspiel auf die Färöer und gewann mit 3:1. Es folgten sechs weitere Siege, zwei Unentschieden und nur eine Niederlage in Spanien. Damit belegte die Bundesrepublik Jugoslawien hinter Spanien den zweiten Platz und musste in die Playoffs der Gruppenzweiten gegen Ungarn. Im ersten Spiel wurde in Ungarn mit 7:1 gewonnen, das zweite endete 5:0.
In Frankreich wurde die Bundesrepublik Jugoslawien in eine politisch brisante Gruppe gelost, denn dort trafen sie auf die USA und Deutschland, die den Serben die Hauptschuld an den Problemen im ehemaligen Jugoslawien gegeben hatten, und den Iran, der sich seit dem Sturz des Schahs bis heute im offenen Konflikt mit den USA befindet und andererseits in den Jugoslawienkriegen eher auf Seiten der muslimischen Bosnier stand. Im ersten WM-Spiel konnte die Bundesrepublik Jugoslawien gegen den Iran durch ein Tor von Siniša Mihajlović mit 1:0 gewinnen. Im zweiten Spiel gegen Deutschland sahen sie nach 2:0-Führung lange wie der Sieger aus, mussten aber nach einem Eigentor von Mihajlović noch das 2:2 durch Oliver Bierhoff hinnehmen. Unrühmlich verhielten sich einige sogenannte deutsche Fußballfans, da noch während des Spiels den französischen Polizisten Daniel Nivel überfallen und schwer misshandelt wurde, so dass er lebensgefährliche Verletzungen erlitt. Im dritten Spiel gegen die USA wurde durch ein bereits in der dritten Minute erzieltes Tor mit 1:0 gewonnen. Damit wurde die Bundesrepublik Jugoslawien hinter der punktgleichen deutschen Mannschaft aufgrund der weniger erzielten Tore Gruppenzweiter. Im Achtelfinale trafen sie auf die Niederlande und verloren durch ein Tor in der Nachspielzeit mit 1:2. Eine mögliche Entscheidung zugunsten der Bundesrepublik Jugoslawien hatte Predrag Mijatović vergeben, als er in der 52. Minute einen Foulelfmeter an die Latte schoss. Damit verabschiedete sich die Mannschaft als Bundesrepublik Jugoslawien von der WM-Bühne.

#### 2002 in Japan und Südkorea
In der Qualifikation für die erste WM in Asien musste die Bundesrepublik Jugoslawien gegen Russland, Slowenien, die Schweiz, wieder die Färöer und Luxemburg antreten. Mit fünf Siegen, vier Remis und nur einer Niederlage gegen Russland wurde nur der dritte Platz hinter den Russen, die als Gruppensieger direkt für die Endrunde qualifiziert waren, und den Slowenen belegt, denen es gelang, sich gegen Rumänien in den Playoffspielen der Gruppenzweiten durchzusetzen und sich erstmals für die Endrunde zu qualifizieren.

#### 2006 in Deutschland
In die Qualifikation zur zweiten WM in Deutschland ging die Mannschaft dann als Serbien & Montenegro und setzte sich als Gruppensieger gegen Spanien, das den Umweg über die Playoffspiele der Gruppenzweiten gehen musste, Bosnien-Herzegowina, Belgien, Litauen und San Marino durch. Dabei wurde kein Spiel verloren, sechs wurden gewonnen und vier endeten remis.
In Deutschland wurde die Mannschaft in eine sogenannte Todesgruppe mit den Niederlanden, Argentinien und WM-Neuling Elfenbeinküste gelost. Im ersten Spiel gegen die Niederländer zogen sie sich mit 0:1 noch achtbar aus der Affäre, gegen Argentinien folgte dann aber ein 0:6, bei dem auch noch Mateja Kežman die Rote Karte erhielt. Es war die höchste WM-Niederlage für Serbien & Montenegro bzw. Jugoslawien. Im letzten Spiel verloren sie dann auch noch nach 2:0-Führung mit 2:3 gegen die Elfenbeinküste, die damit erstmals ein WM-Spiel gewann. Saša Ilić erzielte dabei das letzte (WM-)Tor für Serbien und Montenegro. Dabei spielten sie nach der Gelb-Roten Karte für Albert Nađ eine Halbzeit lang in Unterzahl. Nađ war erst in der 16. Minute eingewechselt worden und hatte bereits eine Minute später die Gelbe Karte gesehen. Es war das letzte Spiel der gemeinsamen Mannschaft von Serben und Montenegrinern, denn aufgrund einer Volksabstimmung hatte sich auch Montenegro von Serbien abgespaltet. Serbien konnte sich dann vier Jahre später wieder für die WM qualifizieren, Montenegro bisher noch nicht.

## Rangliste der serbisch-montenegrinischen WM-Spieler mit den meisten Einsätzen
01. Dragoslav Šekularac, Dejan Stanković (davon 3 Spiele für Serbien), Dragan Stojković (davon 5 Spiele für Jugoslawien) und Ivica Šurjak – 9 Einsätze bei 2 Turnieren
05. Safet Sušić und Zlatko Vujović – 8 Einsätze bei 2 Turnieren
07. Vujadin Boškov – 7 Einsätze bei 2 Turnieren
08. Jovan Aćimović, Vladimir Durković, Milan Galić, Miloš Milutinović, Rajko Mitić, Vladica Popović, Milutin Šoškić und Branko Stanković – 6 Einsätze bei 2 Turnieren
16. Vladislav Bogićević, Dragoljub Brnović, Dragan Džajić, Fahrudin Jusufi, Savo Milošević, Ilija Petković, Vladimir Petrović, Dejan Savićević (davon 3 Spiele für Jugoslawien), Predrag Spasić, Nikola Žigić (davon 3 Spiele für Serbien) – 5 Einsätze bei einem Turnier
Anmerkung: Kursiv gesetzte Spieler spielten nur für Jugoslawien (vor 1998).

## Rangliste der serbisch-montenegrinischen WM-Spieler mit den meisten WM-Toren
01. Ivan Bek, Milan Galić, Dragan Stojković (davon 2 für Jugoslawien) und Todor Veselinović – je 3 Tore
06. Stanislav Karasi, Slobodan Komljenović, Aleksandar Petaković, Ivica Šurjak, Kosta Tomašević, Đorđe Vujadinović – je 2 Tore
Anmerkung: Kursiv gesetzte Spieler erzielten die Tore nur für Jugoslawien (vor 1998).

## WM-Kapitäne
- 1998: Dragan Stojković (in 3 Spielen ausgewechselt)
- 2006: Savo Milošević (1. und 2. Spiel), Dejan Stanković (3. Spiel)

## Bei Weltmeisterschaften gesperrte Spieler
- 2006: Mateja Kežman erhielt im zweiten Gruppenspiel gegen Argentinien die Rote Karte und war für das letzte Gruppenspiel ebenso gesperrt wie Ognjen Koroman, der die zweite Gelbe Karte erhalten hatte. Im letzten Gruppenspiel erhielt Albert Nađ zunächst die zweite Gelbe Karte und dann die Gelb-Rote Karte. Da Serbien & Montenegro ausschied, hatte diese ebenso keine weitere Wirkung mehr auf das Turnier wie die zweite Gelbe Karte für Goran Gavrančić.

## Anteil der im Ausland spielenden Spieler im WM-Kader
Legionäre stellten in beiden Kadern das Hauptkontingent.
| Jahr (Spiele) | Anzahl (Länder) | Spieler (Einsätze) |
| ------------- | --- | --- |
| 1998 (4)      | 19 (2 in Deutschland, 1 in England, 1 in Frankreich, 5 in Italien, 2 in Japan, 1 in Portugal, 7 in Spanien)                                                              | Slobodan Komljenović (3), Miroslav Stević (1), Savo Milošević (2), Niša Saveljić (1), Dejan Govedarica (1), Vladimir Jugović (4), Siniša Mihajlović (4), Zoran Mirković (2), Dejan Savićević (2), Željko Petrović (4), Dragan Stojković (4), Ljubinko Drulović (0), Branko Brnović (3), Goran Djorović (4), Miroslav Đukić (0), Slaviša Jokanović (4), Darko Kovačević (2), Dragoje Leković (0), Predrag Mijatović (4) |
| 2006 (3)      | 16 (1 in Bulgarien, 2 in Deutschland, 2 in England, 1 in Frankreich, 1 in Griechenland, 1 in Italien, 1 in der Schweiz, 3 in Spanien, 2 in der Türkei, 2 in der Ukraine) | Oliver Kovačević (0), Mladen Krstajić (3), Danijel Ljuboja (2), Ognjen Koroman (2), Nemanja Vidić (0), Vladimir Stojković (0), Predrag Đorđević (3), Dejan Stanković (3), Ivan Ergić (2), Ivica Dragutinović (1), Mateja Kežman (2), Savo Milošević (3), Mirsad Baljić (1), Saša Ilić (1), Dragoslav Jevrić (3), Igor Duljaj (3), Goran Gavrančić (3)                                                                  |

## Spiele
Die Bundesrepublik Jugoslawen bzw. Serbien & Montenegro bestritten sieben WM-Spiele. Davon wurden zwei gewonnen, vier verloren und eins endete remis.
Die Mannschaft nahm nie am Eröffnungsspiel teil, spielte nie gegen den Gastgeber, Titelverteidiger oder späteren Weltmeister.
Einmal traf die Mannschaft auf einen WM-Neuling: 2006/Elfenbeinküste.
Häufigster Gegner: Niederlande – zweimal
| Alle WM-Spiele |            |          |                |   |                                                     |              |                                                                                             |
| Nr.            | Datum      | Ergebnis | Gegner         |   | Austragungsort                                      | Anlass       | Bemerkung                                                                                   |
| 1              | 14.06.1998 | 1:0      | Iran           | * | Saint-Étienne (FRA), Stade Geoffroy Guichard        | Vorrunde     | Einziges Länderspiel gegen den Iran                                                         |
| 2              | 21.06.1998 | 2:2      | Deutschland    | * | Lens (FRA), Stade Félix Bollaert                    | Vorrunde     | Erstes Länderspiel gegen Deutschland                                                        |
| 3              | 25.06.1998 | 1:0      | USA            | * | Nantes (FRA), Stade de la Beaujoire Louis Fonteneau | Vorrunde     | Einziges Länderspiel gegen die USA                                                          |
| 4              | 29.06.1998 | 1:2      | Niederlande    | * | Toulouse (FRA), Stadium Municipal                   | Achtelfinale | Erstes Länderspiel gegen die Niederlande                                                    |
| 5              | 11.06.2006 | 0:1      | Niederlande    | * | Leipzig (DEU), Zentralstadion                       | Vorrunde     |                                                                                             |
| 6              | 16.06.2006 | 0:6      | Argentinien    | * | Gelsenkirchen (DEU), FIFA-WM-Stadion Gelsenkirchen  | Vorrunde     | Höchste Niederlage                                                                          |
| 7              | 21.06.2006 | 2:3      | Elfenbeinküste | * | München (DEU), FIFA-WM-Stadion München              | Vorrunde     | Einziges Länderspiel gegen die Elfenbeinküste, letztes Länderspiel von Serbien & Montenegro |

### Höchste Siege und Niederlagen
Die Mannschaft erzielte ihre höchsten Siege gegen folgende Länder bei WM-Turnieren:
- Iran: Vorrunde 1998 – 1:0 (einziges Spiel gegen den Iran)
- USA: Vorrunde 1998 – 1:0 (einziges Spiel gegen die USA)

Gegen folgende Länder kassierte die Mannschaft ihre höchsten Niederlagen bei WM-Turnieren:
- Argentinien: Vorrunde 2006 – 0:6
- Elfenbeinküste: Vorrunde 2006 – 2:3 (einziges Spiel gegen die Elfenbeinküste)

### Negativrekorde
- Die meisten Turnier-Gegentore: 2006 – 10 in 3 Spielen
- Die höchste Niederlage bei einem Turnier: 2006 – Serbien-Montenegro – Argentinien 0:6 in der Vorrunde
- Schlechteste Mannschaft bei einem Turnier: 2006 von der FIFA auf Platz 32 eingestuft